# Leucothea pulchra
Leucothea pulchra är en kammanetart som beskrevs av Matsumoto 1988. Leucothea pulchra ingår i släktet Leucothea och familjen Leucotheidae. Inga underarter finns listade i Catalogue of Life.

## Bildgalleri

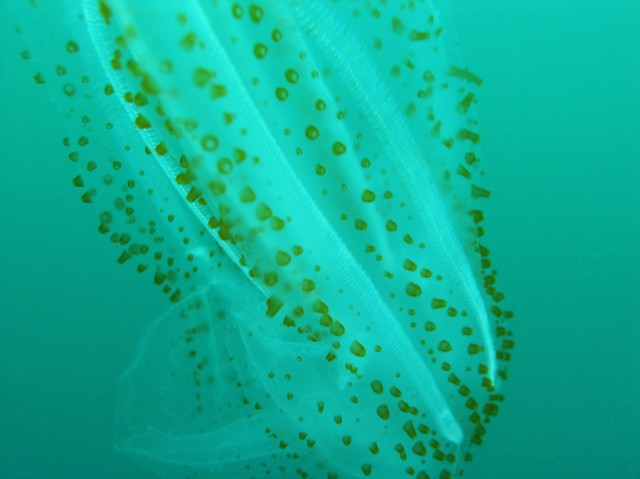